# Двічі Герої Радянського Союзу
Двічі Герої Радянського Союзу — радянські військовики та науковці (всього за роки існування СРСР таких було 154 особи, з них 9 посмертно) які за свої визначні бойові заслуги (для 35-ти космонавтів за багаторазовий особистий героїчний внесок в освоєні космосу, один льотчик-випробувач за героїзм проявлений при випробуванні нової авіаційної техніки та ще один науковець за видатні дослідження та подвиги зроблені в льодах Арктики) були двічі удостоєні звання Героя Радянського Союзу.
Нижче у таблиці наведений список двічі Героїв Радянського Союзу із позначенням основної інформації.
| № п/ п | Прізвище Ім'я По батькові             | Національність    | Рід військ                                | Дата Указу                       | Посада та військове звання на час присвоєння звання ГРС | Роки життя  |
| ------ | ------------------------------------- | ----------------- | ----------------------------------------- | -------------------------------- | --- | ----------- |
| 1      | Аксьонов Володимир Вікторович         | росіянин          | космонавт                                 | 28.9.1976 16.6.1980              | бортінженер космічного корабля «Союз-22», 36-й космонавт СРСР і 78-й космонавт світу бортінженер космічного корабля «Союз Т-2» | 1935–2024   |
| 2      | Александров Олександр Павлович        | росіянин          | космонавт                                 | 23.11.1983 29.12.1987            | бортінженер космічного корабля «Союз-22», 36-й космонавт СРСР і 78-й космонавт світу бортінженер космічного корабля «Союз Т-2» | 1943 р.н.   |
| 3      | Алексенко Володимир Аврамович         | українець         | Авіація                                   | 19.4.1945 29.6.1945              | командир ескадрильї 15-го гвардійського штурмового авіаційного полку 227-ї штурмової авіаційної дивізії 1-ї повітряної армії 3-го Білоруського фронту, гвардії капітан заступник командира 15-го гвардійського штурмового авіаційного полку 227-ї штурмової авіаційної дивізії 1-ї повітряної армії 3-го Білоруського фронту, гвардії майор | 1923 — 1995 |
| 4      | Алелюхін Олексій Васильович           | росіянин          | Авіація                                   | 24.8.1943 1.11.1943              | командир ескадрильї 9-го гвардійського винищувального авіаційного полку 6-ї гвардійської винищувальної авіаційної дивізії 8-ї повітряної армії Південного фронту, гвардії капітан | 1920–1990   |
| 5      | Амет-Хан Султан                       | кримський татарин | Авіація                                   | 24.8.1943 29.6.1945              | командир ескадрильї 9-го гвардійського винищувального авіаційного полку 6-ї гвардійської винищувальної авіаційної дивізії 8-ї повітряної армії, гвардії капітан помічник командира з повітряно-стрілецької служби 9-го гвардійського винищувального авіаційного полку 6-ї гвардійської винищувальної авіаційної дивізії 1-ї повітряної армії, гвардії майор | 1920–1971   |
| 6      | Андріанов Василь Іванович             | росіянин          | Авіація                                   | 1.7.1944 27.6.1945               | командир ланки 667-го штурмового авіаційного полку 292-ї штурмової авіаційної дивізії 5-ї повітряної армії 2-го Українського фронту, молодший лейтенант командир ескадрильї 141-го гвардійського штурмового авіаційного полку 9-ї гвардійської штурмової авіаційної дивізії 2-ї повітряної армії 1-го Українського фронту, капітан | 1920–1999   |
| 7      | Артеменко Степан Єлизарович           | українець         | Піхота й мотострільці                     | 27.2.1945 31.5.1945              | командир стрілецького батальйону 447-го стрілецького полку 397-ї стрілецької дивізії 61-ї армії 1-го Білоруського фронту, капітан (на час другого нагородження майор) | 1913–1977   |
| 8      | Архипов Василь Сергійович             | росіянин          | Бронетанкові війська                      | 21.3.1940 23.9.1944              | командир танкової роти 112-го танкового батальйону 35-ї легкотанковой бригади 7-ї армії Північно-Західного фронту, капітан командир 53-й гвардійської танкової бригади 6-го гвардійського танкового корпусу 3-ї гвардійської танкової армії 1-го Українського фронту, гвардії полковник | 1906–1985   |
| 9      | Асланов Азі Ахад-огли                 | азербайджанець    | Бронетанкові війська                      | 22.12.1942 22.6.1991 (посмертно) | командир 55-го окремого танкового полку 2-ї гвардійської армії Сталінградського фронту, підполковник командир 35-ї гвардійської танкової бригади 3-го гвардійського механізованого корпусу 1-го Прибалтійського фронту, генерал-майор | 1910–1945   |
| 10     | Баграмян Іван Христофорович           | вірменин          | Вище командування                         | 29.7.1944 1.12.1977              | командуючий 1-м Прибалтійським фронтом, генерал армії в групі генеральних інспекторів Міністерства оборони СРСР, Маршал Радянського Союзу | 1897–1999   |
| 11     | Батов Павло Іванович                  | росіянин          | Вище командування                         | 30.10.1943 2.6.1945              | командувач 65-ю армією, генерал-лейтенант (при другому нагороджені генерал-полковник) | 1897–1985   |
| 12     | Бегельдінов Талгат Якубекович         | казах             | Авіація                                   | 26.10.1944 27.6.1945             | заступник командира ескадрильї 144-го гвардійського штурмового авіаційного полку 9-ї гвардійської штурмової авіаційної дивізії 5-ї повітряної армії 2-го Українського фронту, гвардії старший лейтенант командир ескадрильї 144-го гвардійського штурмового авіаційного полку 9-ї гвардійської штурмової авіаційної дивізії 1-го гвардійського штурмового авіаційного корпусу 2-ї повітряної армії 1-го Українського фронту, гвардії капітан                                                                             | 1922–2014   |
| 13     | Береговий Георгій Тимофійович         | українець         | космонавт                                 | 26.10.1944 1.11.1968             | командир ескадрильї 90-го гвардійського штурмового авіаційного полку 4-ї гвардійської штурмової авіаційної дивізії 5-го штурмового авіаційного корпусу 5-ї повітряної армії 2-го Українського фронту, гвардії капітан льотчик-космонавт СРСР № 12, космонавт світу № 32, полковник | 1921–1995   |
| 14     | Біда Леонід Гнатович                  | українець         | Авіація                                   | 26.10.1944 29.6.1945             | командир ескадрильї 75-го гвардійського штурмового авіаційного полку 1-ї гвардійської штурмової авіаційної дивізії 8-ї повітряної армії 4-го Українського фронту, гвардії старший лейтенант помічник командира 75-го гвардійського штурмового авіаційного полку 1-ї гвардійської штурмової авіаційної дивізії 1-ї повітряної армії 3-го Білоруського фронту, гвардії майор | 1920–1976   |
| 15     | Бєлобородов Опанас Павлантійович      | росіянин          | Вище командування                         | 22.7.1944 19.4.1945              | командуючий 43-й армією, генерал-лейтенант | 1903–1990   |
| 16     | Богданов Семен Ілліч                  | росіянин          | Вище командування                         | 11.3.1944 6.4.1945               | командувач 2-ї танкової армії 2-го Українського фронту, генерал-лейтенант командувач 2-ї гвардійської танкової армії 1-го Білоруського фронту, гвардії генерал-полковник | 1894–1960   |
| 17     | Бойко Іван Никифорович                | українець         | Бронетанкові війська                      | 10.1.1944 26.4.1944              | командир 69-го гвардійського танкового полку 8-го гвардійського механізованого корпусу 1-ї танкової армії 1-го Українського фронту, гвардії підполковник командир 64-ї гвардійської танкової бригади 1-ї танкової армії 1-го Українського фронту, гвардії підполковник | 1910–1975   |
| 18     | Бондаренко Михайло Захарович          | українець         | Авіація                                   | 6.6.1942 24.8.1943               | командир ескадрильї 198-го штурмового авіаційного полку 4-ї ударної авіаційної групи Ставки Верховного Головнокомандування Західного фронту, лейтенант штурман 198-го штурмового авіаційного полку 233-й штурмової авіаційної дивізії 1-ї повітряної армії Західного фронту, майор | 1913–1947   |
| 19     | Борових Андрій Єгорович               | росіянин          | Авіація                                   | 24.8.1943 23.2.1945              | командир ланки 157-го винищувального авіаційного полку двісті сімдесят третій винищувальної авіаційної дивізії 6-го винищувального авіаційного корпусу 16-ї повітряної армії Центрального фронту молодший лейтенант командир ескадрильї 157-го винищувального авіаційного полку 234-ї винищувальної авіаційної дивізії 6-го винищувального авіаційного корпусу 16-ї повітряної армії 1-го Білоруського фронту, капітан                                                                                                   | 1921–1989   |
| 20     | Брандис Анатолій Якович               | українець         | Авіація                                   | 23.2.1945 29.6.1945              | заступник командира ескадрильї 75-го гвардійського штурмового авіаційного полку 1-ї гвардійської штурмової авіаційної дивізії 8-ї повітряної армії 4-го Українського фронту, гвардії старший лейтенант командир ескадрильї 75-го гвардійського штурмового авіаційного полку 1-ї гвардійської штурмової авіаційної дивізії 16-ї повітряної армії 3-го Білоруського фронту гвардії капітан | 1923–1988   |
| 21     | Биковський Валерій Федорович          | росіянин          | космонавт                                 | 22.6.1963 28.9.1976              | пілот космічного корабля «Восток-5», льотчик-космонавт СРСР № 5 і 9-й космонавт світу, підполковник командир космічного корабля «Союз-22», полковник | 1934–2019   |
| 22     | Василевський Олександр Михайлович     | росіянин          | Вище командування                         | 29.7.1944 8.9.1945               | начальник Генерального штабу Червоної армії, заступник Народного комісара оборони СРСР, член Ставки Верховного Головнокомандування, Маршал Радянського Союзу головнокомандувач радянськими військами на Далекому Сході, Маршал Радянського Союзу | 1895–1977   |
| 23     | Волков Владислав Миколайович          | росіянин          | космонавт                                 | 22.10.1969 30.6.1971             | бортінженер космічного корабля «Союз-7», льотчик-космонавт СРСР № 20 бортінженер космічного корабля «Союз-11» та першої в світі пілотованої орбітальної станції «Салют-1» | 1935–1971   |
| 24     | Волинов Борис Валентинович            | росіянин          | космонавт                                 | 22.1.1969 1.9.1976               | командир екіпажу космічного корабля «Союз-5», льотчик-космонавт СРСР № 14 і 35-й космонавт світу, полковник командир космічного корабля «Союз-21» та орбітальній станції «Салют-5», полковник | 1934 р.н.   |
| 25     | Воробйов Іван Олексійович             | росіянин          | Авіація                                   | 19.8.1944 29.6.1945              | командир ланки 76-го гвардійського штурмового авіаційного полку 1-ї гвардійської штурмової авіаційної дивізії 8-ї повітряної армії 4-го Українського фронту, гвардії старший лейтенант командир ескадрильї 76-го гвардійського штурмового авіаційного полку 1-ї гвардійської штурмової авіаційної дивізії 1-ї повітряної армії 3-го Білоруського фронту, гвардії майор | 1921–1991   |
| 26     | Ворошилов Климент Єфремович           | росіянин          | Вище командування                         | 3.2.1956 22.2.1968               | радянський воєначальник, державний і партійний діяч, Голова Президії та член Президії Верховної Ради СРСР, Маршал Радянського Союзу. | 1881–1969   |
| 27     | Ворожейкін Арсеній Васильович         | росіянин          | Авіація                                   | 4.2.1944 19.8.1944               | командир ескадрильї 728-го винищувального авіаційного полку 256-ї винищувальної авіаційної дивізії 5-го винищувального авіаційного корпусу 2-ї повітряної армії 1-го Українського фронту, капітан | 1912–2001   |
| 28     | Гареєв Муса Гайсинович                | башкир            | Авіація                                   | 23.2.1945 19.4.1945              | командир ескадрильї 76-го гвардійського штурмового авіаційного полку 1-ї гвардійської штурмової авіаційної дивізії 1-ї повітряної армії 3-го Білоруського фронту гвардії капітан (на час другого нагородження гвардії майор) | 1922–1987   |
| 29     | Глазунов Василь Опанасович            | росіянин          | Вище командування                         | 19.3.1944 6.4.1945               | командир 4-го гвардійського стрілецького корпусу 8-ї гвардійської армії 3-го Українського фронту гвардії, генерал-майор командир 4-го гвардійського стрілецького корпусу 8-ї гвардійської армії 1-го Білоруського фронту, гвардії генерал-лейтенант | 1895–1967   |
| 30     | Глінка Дмитро Борисович               | українець         | Авіація                                   | 21.4.1943 24.8.1943              | помічник командира з повітряно-стрілецької служби 45-го гвардійського винищувального авіаційного полку 216-ї змішаної авіаційної дивізії 4-ї повітряної армії Північно-Кавказького фронту, гвардії старший лейтенант помічник командира з повітряно-стрілецької служби 100-го гвардійського винищувального авіаційного полку 9-ї гвардійської винищувальної авіаційної дивізії 4-ї повітряної армії Північно-Кавказького фронту, гвардії капітан                                                                         | 1917–1979   |
| 31     | Головачов Олександр Олексійович       | росіянин          | Піхота й мотострільці                     | 23.9.1944 6.4.1945 (посмертно)   | командир 23-й гвардійської мотострілецької бригади 7-го гвардійського танкового корпусу 3-ї гвардійської танкової армії, гвардії полковник | 1909–1945   |
| 32     | Головачов Павло Якович                | білорус           | Авіація                                   | 1.11.1943 29.6.1945              | командир ланки 9-го гвардійського винищувального авіаційного полку 6-ї гвардійської винищувальної авіаційної дивізії 8-ї повітряної армії 4-го Українського фронту, гвардії старший лейтенант заступник командира ескадрильї 9-го гвардійського винищувального авіаційного полку триста третьої винищувальної авіаційної дивізії 1-ї повітряної армії 3-го Білоруського фронту гвардії капітан | 1917–1972   |
| 33     | Голубєв Віктор Максимович             | росіянин          | Авіація                                   | 12.8.1942 24.8.1943              | командир ланки 285-го штурмового авіаційного полку 228-ї гвардійської штурмової авіаційної дивізії 16-ї повітряної армії Південно-Західного фронту, старший лейтенант командир ескадрильї 58-го гвардійського штурмового авіаційного полку 2-ї гвардійської штурмової авіаційної дивізії 16-ї повітряної армії Центрального фронту, гвардії майор | 1916–1945   |
| 34     | Горбатко Віктор Васильович            | росіянин          | космонавт                                 | 22.10.1969 5.3.1977              | інженер-дослідник космічного корабля «Союз-7», льотчик-космонавт СРСР № 21, підполковник командир космічного корабля «Союз-24» та орбітальній науковій станції «Салют-5», полковник | 1934–2017   |
| 35     | Горшков Сергій Георгійович            | росіянин          | Вище командування                         | 21.12.1982 5.3.1977              | головнокомандувач Військово-морським флотом СРСР, заступник міністра оборони СРСР, Адмірал Флоту Радянського Союзу | 1910–1988   |
| 36     | Горюшкін Микола Іванович              | росіянин          | Піхота й мотострільці                     | 10.1.1944 10.4.1945              | командир роти 22-ї гвардійської мотострілецької бригади 6-го гвардійського танкового корпусу 3-ї гвардійської танкової армії Воронезького фронту, гвардії старший лейтенант командир батальйону 22-ї гвардійської мотострілецької бригади 6-го гвардійського танкового корпусу 3-ї гвардійської танкової армії Воронезького фронту, гвардії капітан | 1916–1945   |
| 37     | Гречко Андрій Антонович               | українець         | Вище командування                         | 1.2.1958 16.10.1973              | 1-й заступник міністра оборони СРСР, головнокомандувач Сухопутними військами Радянської Армії, Маршал Радянського Союзу міністр оборони СРСР, Маршал Радянського Союзу | 1903–1976   |
| 38     | Гречко Георгій Михайлович             | українець         | космонавт                                 | 12.2.1975 16.3.1978              | бортінженер космічного корабля «Союз-17» та орбітальній станції «Салют-4», льотчик-космонавт СРСР № 34 бортінженер космічного корабля «Союз-26» і орбітального науково-дослідного комплексу «Салют-6» | 1931–2017   |
| 39     | Грицевець Сергій Іванович             | білорус           | Авіація                                   | 22.2.1939 29.8.1939              | командир винищувальної авіаційної ескадрильї в рядах республіканської Іспанії (Громадянська війна в Іспанії), майор командир окремої авіаційної групи винищувачів «І-153» 1-ї армійської групи (Бої на Халхин-Голі), майор | 1916–1945   |
| 40     | Губарєв Олексій Олександрович         | росіянин          | космонавт                                 | 12.2.1975 16.3.1978              | командир космічного корабля «Союз-17» та орбітальній станції «Салют-4», льотчик-космонавт СРСР № 33, підполковник командир космічного корабля «Союз-28» та орбітальній станції «Салют-6», полковник | 1931–2015   |
| 41     | Гулаєв Микола Дмитрович               | росіянин          | Авіація                                   | 28.9.1943 1.7.1944               | заступник командира ескадрильї 27-го винищувального авіаційного полку 205-ї винищувальної авіаційної дивізії 5-го винищувального авіаційного корпусу 2-ї повітряної армії Воронезького фронту, старший лейтенант командир ескадрильї 129-го гвардійського винищувального авіаційного полку 205-ї винищувальної авіаційної дивізії 7-го винищувального авіаційного корпусу 5-ї гвардійської повітряної армії 2-го Українського фронту, гвардії капітан                                                                    | 1918–1985   |
| 42     | Гусаковський Йосип Іраклійович        | білорус           | Бронетанкові війська                      | 23.9.1944 6.4.1945               | командир 44-ї гвардійської танкової бригади 11-го гвардійського танкового корпусу 1-ї гвардійської танкової армії 1-го Українського фронту (на час другого нагородження у складі 1-го Білоруського фронту), гвардії полковник | 1904–1995   |
| 43     | Денисов Сергій Прокопович             | росіянин          | Авіація                                   | 4.7.1937 21.3.1940               | командир загону 41-ї винищувальної авіаційної ескадрильї 83-й винищувальної авіаційної бригади Білоруського військового округу, капітан начальник ВВС 7-ї армії Північно-Західного фронту, комдив | 1909–1971   |
| 44     | Джанібеков Володимир Олександрович    | росіянин          | космонавт                                 | 16.3.1978 30.3.1981              | командир 1-ї експедиції відвідин на орбітальній станції «Салют-6» — «Союз-26» — «Союз-27», 43-й космонавт СРСР і 86-й космонавт світу, полковник командир радянсько-монгольського екіпажу корабля «Союз-39» за програмою 10-ї експедиції відвідин на орбітальній станції «Салют-6» — «Союз Т-4» — «Союз-39» за програмою «Інтеркосмос», полковник | 1942 р.н.   |
| 45     | Драгунський Давид Абрамович           | єврей             | Бронетанкові війська                      | 23.9.1944 31.5.1945              | командир 55-ї гвардійської танкової бригади 7-го гвардійського танкового корпусу 3-ї гвардійської танкової армії 1-го Українського фронту, гвардії полковник | 1910–1992   |
| 46     | Євстигнєєв Кирило Олексійович         | росіянин          | Авіація                                   | 2.8.1944 23.2.1945               | командир ескадрильї 240-го винищувального авіаційного полку 302-ї винищувальної авіаційної дивізії 4-го винищувального авіаційного корпусу 5-ї повітряної армії 2-го Українського фронту, старший лейтенант командир ескадрильї 178-го гвардійського винищувального авіаційного полку 14-ї гвардійської винищувальної авіаційної дивізії 3-го гвардійського винищувального авіаційного корпусу 5-ї повітряної армії 2-го Українського фронту гвардії капітан                                                             | 1917–1996   |
| 47     | Єлисєєв Олексій Станіславович         | росіянин          | космонавт                                 | 22.1.1969 22.10.1969             | бортінженер космічних кораблів «Союз-4» — «Союз-5», льотчик-космонавт СРСР № 15 бортінженер космічного корабля «Союз-8» | 1934 р.н.   |
| 48     | Єфимов Олександр Миколайович          | росіянин          | Авіація                                   | 26.10.1944 18.8.1945             | командир ескадрильї 198-го штурмового авіаційного полку 233-й штурмової авіаційної дивізії 4-ї повітряної армії 2-го Білоруського фронту, старший лейтенант штурман 62-го штурмового авіаційного полку 233-й штурмової авіаційної дивізії 4-ї повітряної армії 2-го Білоруського фронту, капітан | 1923–2012   |
| 49     | Єфремов Василь Сергійович             | росіянин          | Авіація                                   | 1.5.1943 24.8.1943               | командир ескадрильї 10-го гвардійського бомбардувального авіаційного полку 270-ї бомбардувальної авіаційної дивізії 8-ї повітряної армії Південного фронту, гвардії капітан | 1915–1990   |
| 50     | Зайцев Василь Олександрович           | росіянин          | Авіація                                   | 5.5.1942 24.8.1943               | штурман 5-го гвардійського винищувального авіаційного полку Калінінського фронту, гвардії майор командир 5-го гвардійського винищувального авіаційного полку 207-ї винищувальної авіаційної дивізії 3-го змішаного авіаційного корпусу 17-ї повітряної армії Південно-Західного фронту, гвардії майор | 1911–1961   |
| 51     | Захаров Матвій Васильович             | росіянин          | Вище командування                         | 8.9.1945 22.9.1971               | начальник штабів Калінінського, Резервного, Степового, 2-го Українського та Забайкальського фронтів, генерал армії генеральний інспектор — радник Групи генеральних інспекторів Міністерства оборони СРСР, Маршал Радянського Союзу | 1903–1976   |
| 52     | Іванченков Олександр Сергійович       | росіянин          | космонавт                                 | 2.11.1978 2.7.1982               | бортінженер космічного корабля «Союз-29» та орбітальній станції «Салют-6», льотчик-космонавт СРСР № 44 бортінженер космічного корабля «Союз Т-6» і орбітального науково-дослідного комплексу «Салют-7»—"Союз Т-5"—"Союз Т-6" | 1940 р.н.   |
| 53     | Камозін Павло Михайлович              | росіянин          | Авіація                                   | 1.5.1943 1.7.1944                | заступник командира ескадрильї 269-го винищувального авіаційного полку 236-ї винищувальної авіаційної дивізії 5-ї повітряної армії Північно-Кавказького фронту, молодший лейтенант командир ескадрильї 66-го винищувального авіаційного полку 329-ї винищувальної авіаційної дивізії 4-ї повітряної армії 2-го Білоруського фронту капітан | 1917–1983   |
| 54     | Карпов Олександр Терентійович         | росіянин          | Авіація                                   | 28.9.1943 22.8.1944              | командир ескадрильї 27-го гвардійського винищувального авіаційного полку 2-го гвардійського винищувального авіаційного корпусу військ ППО країни, гвардії капітан | 1917–1944   |
| 55     | Катуков Михайло Юхимович              | росіянин          | Вище командування                         | 23.9.1944 6.4.1945               | командувач 1-ї гвардійської танкової армії, генерал-полковник танкових військ | 1900–1976   |
| 56     | Кизим Леонід Денисович                | українець         | космонавт                                 | 10.12.1980 2.10.1984             | командир екіпажу космічного корабля «Союз Т-3» і орбітального науково-дослідного комплексу «Салют-6»—"Союз Т-3"—"Прогрес-11", підполковник командир екіпажу космічного корабля «Союз Т-10» та орбітальній науковій станції «Салют-7», полковник | 1941–2010   |
| 57     | Климук Петро Ілліч                    | білорус           | космонавт                                 | 10.12.1980 2.10.1984             | командир екіпажу космічного корабля «Союз-13», льотчик-космонавт СРСР № 28, підполковник командир екіпажу космічного корабля «Союз-18» та орбітальній станції «Салют-4», полковник | 1942 р.н.   |
| 58     | Клубов Олександр Федорович            | росіянин          | Авіація                                   | 13.4.1944 27.6.1945 (посмертно)  | заступник командира винищувальної авіаційної ескадрильї 16-го гвардійського винищувального авіаційного полку 9-ї гвардійської винищувальної авіаційної дивізії 6-го гвардійського винищувального авіаційного корпусу 2-ї повітряної армії, гвардії капітан помічник командира з повітряно-стрілецької служби 16-го гвардійського винищувального авіаційного полку 9-ї гвардійської винищувальної авіаційної дивізії 6-го гвардійського винищувального авіаційного корпусу 2-ї повітряної армії, гвардії капітан          | 1918–1944   |
| 59     | Ковальонок Володимир Васильович       | білорус           | космонавт                                 | 2.11.1978 26.5.1981              | командир екіпажу космічного корабля «Союз-29» та орбітальній станції «Салют-6», льотчик-космонавт СРСР № 40, полковник командир екіпажу космічного корабля «Союз Т-4» та орбітальній станції «Салют-6», полковник | 1942 р.н.   |
| 60     | Ковпак Сидір Артемович                | українець         | партизан                                  | 18.5.1942 4.1.1944               | командир Путивльського партизанського загону і з'єднання партизанських загонів Сумської області (з 1943 року генерал-майор) | 1887–1967   |
| 61     | Козак Семен Антонович                 | українець         | Вище командування                         | 26.10.1943 28.4.1945             | командир 73-й гвардійської стрілецької дивізії 24-го гвардійського стрілецького корпусу 7-ї гвардійської армії Степового фронту, гвардії генерал-майор командир 73-й гвардійської стрілецької дивізії 64-го стрілецького корпусу 57-ї армії 3-го Українського фронту, гвардії генерал-майор | 1902–1953   |
| 62     | Коккінакі Володимир Костянтинович     | грек              | (випробувач)                              | 17.7.1938 17.9.1957              | старший льотчик-випробувач ОКБ С. В. Ільюшина, (з 1943 року генерал-майор авіації) | 1904–1985   |
| 63     | Колдунов Олександр Іванович           | росіянин          | Авіація                                   | 2.8.1944 23.2.1948               | командир ескадрильї 866-го винищувального авіаційного полку 288-ї винищувальної авіаційної дивізії 17-ї повітряної армії 3-го Українського фронту, капітан служба у ВПС СРСР, майор | 1923–1992   |
| 64     | Комаров Володимир Михайлович          | росіянин          | космонавт                                 | 19.10.1964 24.4.1967 (посмертно) | начальник групи, старший інструктор-космонавт космічного корабля «Восход», полковник командир космічного корабля «Союз-1», полковник | 1927–1967   |
| 65     | Конєв Іван Степанович                 | росіянин          | Вище командування                         | 29.7.1944 1.6.1945               | командувач 1-м Українським фронтом, Маршал Радянського Союзу | 1897–1973   |
| 66     | Кошовий Петро Кирилович               | українець         | Вище командування                         | 16.5.1944 19.4.1945              | командир 63-го стрілецького корпусу 51-ї армії 4-го Українського фронту, генерал-майор командир 36-го гвардійського стрілецького корпусу 11-ї гвардійської армії 3-го Білоруського фронту, генерал-лейтенант | 1904–1976   |
| 67     | Кравченко Андрій Григорович           | українець         | Вище командування                         | 10.1.1944 8.9.1945               | командир 5-го гвардійського танкового корпусу, генерал-лейтенант танкових військ командувач 6-ї танкової армії, генерал-полковник танкових військ | 1899–1963   |
| 68     | Кравченко Григорій Пантелійович       | українець         | Авіація                                   | 22.2.1939 29.8.1939              | командир винищувальної авіаційної групи радянських добровольців в Китаї, майор командир 22-го винищувального авіаційного полку 1-ї армійської групи, майор | 1912–1943   |
| 69     | Кретов Степан Іванович                | росіянин          | Авіація                                   | 13.3.1944 23.2.1948              | командир ескадрильї 24-го гвардійського авіаційного полку 50-ї авіаційної дивізії 6-го авіаційного корпусу авіації дальньої дії, капітан служба в стройових частинах ВПС СРСР, майор | 1919–1975   |
| 70     | Крилов Микола Іванович                | росіянин          | Вище командування                         | 19.4.1945 8.9.1945               | командуючий 5-ю армією 3-го Білоруського фронту, генерал-полковник командуючий 5-ю армією 1-го Далекосхідного фронту, генерал-полковник | 1903–1972   |
| 71     | Кубасов Валерій Миколайович           | росіянин          | космонавт                                 | 22.10.1969 22.7.1975             | бортінженер космічного корабля «Союз-6», льотчик-космонавт СРСР № 18 бортінженер космічного корабля «Союз-19» за програмою ЕПАС | 1935–2014   |
| 72     | Кузнецов Михайло Васильович           | росіянин          | Авіація                                   | 8.9.1943 27.6.1945               | командир 814-го винищувального авіаційного полку 207-ї винищувальної авіаційної дивізії 3-го змішаного авіаційного корпусу 17-ї повітряної армії Південно-Західного фронту, майор командир 106-го гвардійського винищувального авіаційного полку 11-ї гвардійської винищувальної авіаційної дивізії 2-й гвардійського штурмового авіаційного корпусу 2-ї повітряної армії 1-го Українського фронту, гвардії підполковник                                                                                                 | 1913–1989   |
| 73     | Кунгурцев Євген Максимович            | росіянин          | Авіація                                   | 23.2.1945 19.4.1945              | командир ланки 15-го гвардійського штурмового авіаційного полку 277-ї штурмової авіаційної дивізії 13-й повітряної армії Ленінградського фронту, гвардії лейтенант командир ескадрильї 15-го гвардійського штурмового авіаційного полку 277-ї штурмової авіаційної дивізії 1-ї повітряної армії 3-го Білоруського фронту, гвардії старший лейтенант | 1921–2000   |
| 74     | Кутахов Павло Степанович              | росіянин          | Авіація · Вище командування               | 1.5.1943 15.8.1984               | командир ескадрильї 19-го гвардійського винищувального авіаційного полку 258-ї винищувальної авіаційної дивізії 7-ї повітряної армії Карельського фронту, гвардії майор Головнокомандувач Військово-повітряними силами СРСР, Головний маршал авіації | 1914–1984   |
| 75     | Лавриненков Володимир Дмитрович       | росіянин          | Авіація                                   | 1.5.1943 1.7.1944                | заступник командира ескадрильї 9-го гвардійського винищувального авіаційного полку 268-ї винищувальної авіаційної дивізії 8-ї повітряної армії Південного фронту, гвардії молодший лейтенант командир ескадрильї 9-го гвардійського винищувального авіаційного полку 268-ї винищувальної авіаційної дивізії 8-ї повітряної армії Південного фронту, гвардії майор | 1919–1988   |
| 76     | Лєбедєв Валентин Віталійович          | росіянин          | космонавт                                 | 28.12.1973 10.12.1982            | бортінженер космічного корабля «Союз-13» бортінженер космічного корабля «Союз Т-5» та орбітальній станції «Салют-7» | 1942 р.н.   |
| 77     | Лелюшенко Дмитро Данилович            | українець         | Бронетанкові війська · Вище командування  | 7.4.1940 6.4.1945                | командир 39-ї окремої танкової бригади, полковник командувач 4-ї гвардійської танкової армії, гвардії генерал-полковник | 1901–1987   |
| 78     | Леонов Олексій Архипович              | росіянин          | космонавт                                 | 23.3.1965 22.7.1975              | другий пілот космічного корабля «Восход-2», підполковник командир екіпажу космічного корабля «Союз-19» за програмою ЕПАС, генерал-майор | 1934–2019   |
| 79     | Леонов Віктор Миколайович             | росіянин          | ВМФ СРСР                                  | 5.11.1944 14.9.1945              | командир окремого розвідувального загону Північного флоту, лейтенант командир окремого розвідувального загону Тихоокеанського флоту, старший лейтенант | 1916–2003   |
| 80     | Луганський Сергій Данилович           | росіянин          | Авіація                                   | 2.9.1943 1.7.1944                | командир ескадрильї 270-го винищувального авіаційного полку 203-ї винищувальної авіаційної дивізії 1-го штурмового авіаційного корпусу 5-ї повітряної армії Степового фронту, капітан командир ескадрильї 270-го винищувального авіаційного полку 203-ї винищувальної авіаційної дивізії 1-го штурмового авіаційного корпусу 5-ї повітряної армії 2-го Українського фронту, майор | 1918–1977   |
| 81     | Ляхов Володимир Афанасійович          | росіянин          | космонавт                                 | 19.8.1979 23.11.1983             | командир космічного корабля «Союз-32» і орбітального науково-дослідного комплексу «Салют-6»—"Союз-34", льотчик-космонавт СРСР № 45, підполковник командир космічного корабля «Союз Т-9» і орбітального науково-дослідного комплексу «Салют-7»—"Союз Т-9"—"Космос-1443", полковник | 1941–2018   |
| 82     | Мазуренко Олексій Юхимович            | українець         | Морська авіація                           | 23.10.1942 5.11.1944             | льотчик 57-го штурмового авіаційного полку 8-й бомбардувальної авіаційної бригади ВПС Балтійського флоту, молодший лейтенант командир 7-го гвардійського штурмового авіаційного полку 9-ї штурмової авіаційної дивізії ВПС Балтійського флоту, гвардії підполковник | 1917–2004   |
| 83     | Макаров Олег Григорович               | росіянин          | космонавт                                 | 2.10.1973 16.3.1978              | бортінженер космічного корабля «Союз-12», льотчик-космонавт СРСР № 27 і 65-й космонавт світу бортінженер космічного корабля «Союз-27» і орбітального науково-дослідного комплексу «Салют-6»—"Союз-26"—"Союз-27" | 1933–2003   |
| 84     | Малиновський Родіон Якович            | українець         | Вище командування                         | 8.9.1945 22.11.1958              | командувач Забайкальським фронтом, Маршал Радянського Союзу міністр оборони СРСР, Маршал Радянського Союзу | 1898–1967   |
| 85     | Малишев Юрій Васильович               | росіянин          | космонавт                                 | 16.6.1980 11.4.1984              | командир екіпажу космічного корабля «Союз Т-2» і орбітального науково-дослідного комплексу «Салют-6»—"Союз-36"—"Союз Т-2", 47-й космонавт СРСР і 95-й космонавт світу, підполковник командир міжнародного екіпажу космічного корабля «Союз Т-11» і орбітального науково-дослідного комплексу «Салют-7»—"Союз Т-10", полковник | 1941–1999   |
| 86     | Михайличенко Іван Харлампійович       | українець         | Авіація                                   | 1.7.1944 27.6.1945               | старший льотчик 667-го штурмового авіаційного полку 292-ї штурмової авіаційної дивізії 1-го штурмового авіаційного корпусу 5-ї повітряної армії 2-го Українського фронту, лейтенант командир ескадрильї 141-го гвардійського штурмового авіаційного полку 9-ї гвардійської штурмової авіаційної дивізії 1-го гвардійського штурмового авіаційного корпусу 2-ї повітряної армії 1-го Українського фронту, гвардії старший лейтенант                                                                                       | 1920–1982   |
| 87     | Молодчий Олександр Гнатович           | українець         | Авіація                                   | 22.10.1941 31.12.1942            | заступник командира ескадрильї 420-го бомбардувального авіаційного полку 3-й авіаційної дивізії далекобомбардувальної авіації, молодший лейтенант заступник командира ескадрильї 2-го гвардійського авіаційного полку 3-й авіаційної дивізії авіації далекої дії, гвардії капітан | 1920–2002   |
| 88     | Москаленко Кирило Семенович           | українець         | Вище командування                         | 23.10.1943 21.2.1978             | командувач 40-ю армією Воронезького фронту, генерал-полковник головний інспектор Міністерства оборони СРСР, заступник міністра оборони СРСР, Маршал Радянського Союзу | 1902–1985   |
| 89     | Мильников Григорій Михайлович         | росіянин          | Авіація                                   | 23.2.1945 19.4.1945              | командир ескадрильї 15-го гвардійського штурмового авіаційного полку 277-ї штурмової авіаційної дивізії 13-й повітряної армії Ленінградського фронту, гвардії капітан командир ескадрильї 15-го гвардійського штурмового авіаційного полку 277-ї штурмової авіаційної дивізії 1-ї повітряної армії 3-го Білоруського фронту, гвардії майор | 1919–1979   |
| 90     | Михлик Василь Ілліч                   | українець         | Авіація                                   | 23.2.1945 29.6.1945              | штурман 566-го штурмового авіаційного полку 277-ї штурмової авіаційної дивізії 13-й повітряної армії Ленінградського фронту, старший лейтенант командир ескадрильї 566-го штурмового авіаційного полку 277-ї штурмової авіаційної дивізії 1-ї повітряної армії 3-го Білоруського фронту, капітан | 1922–1996   |
| 91     | Недбайло Анатолій Костянтинович       | українець         | Авіація                                   | 19.4.1945 29.6.1945              | командир ескадрильї 75-го гвардійського штурмового авіаційного полку 1-ї гвардійської штурмової авіаційної дивізії 1-ї повітряної армії 3-го Білоруського фронту, гвардії капітан | 1923–2008   |
| 92     | Ніколаєв Андріян Григорович           | чуваш             | космонавт                                 | 18.8.1962 3.7.1970               | пілот космічного корабля «Восток-3», льотчик-космонавт СРСР № 3 і 5-й космонавт світу, майор командир космічного корабля «Союз-9», полковник | 1929–2004   |
| 93     | Новиков Олександр Олександрович       | росіянин          | Вище командування                         | 17.4.1945 8.9.1945               | командувач Військово-повітряними силами Робітничо-селянської Червоної армії, Головний маршал авіації | 1900–1976   |
| 94     | Одинцов Михайло Петрович              | росіянин          | Авіація                                   | 4.2.1944 27.6.1945               | командир ескадрильї 820-го штурмового авіаційного полку 292-ї штурмової авіаційної дивізії 1-го штурмового авіаційного корпусу 5-ї повітряної армії Степового фронту, старший лейтенант заступник командира 155-го гвардійського штурмового авіаційного полку 9-ї гвардійської штурмової авіаційної дивізії 1-го гвардійського штурмового авіаційного корпусу 2-ї повітряної армії 1-го Українського фронту, гвардії майор                                                                                               | 1921–2011   |
| 95     | Осипов Василь Миколайович             | росіянин          | Авіація                                   | 20.6.1942 13.3.1944              | льотчик 81-го авіаційного полку 50-ї авіаційної дивізії авіації далекої дії, старший лейтенант заступник командира ескадрильї 5-го гвардійського авіаційного полку 50-ї авіаційної дивізії 6-го авіаційного корпусу авіації далекої дії, гвардії капітан | 1917–1991   |
| 96     | Павлов Іван Хомович                   | росіянин          | Авіація                                   | 4.2.1944 23.2.1945               | командир ланки 6-го гвардійського штурмового авіаційного полку 3-ї повітряної армії Калінінського фронту, гвардії старший лейтенант командир ескадрильї 6-го гвардійського штурмового авіаційного полку 3-ї повітряної армії 1-го Прибалтійського фронту, гвардії капітан | 1922–1950   |
| 97     | Папанін Іван Дмитрович                | росіянин          | арктичний дослідник                       | 27.6.1937 3.2.1940               | начальник першої радянської дрейфуючої станції «Північний полюс-1» начальник Головного управління Північного морського шляху при Раді Міністрів СРСР | 1894–1986   |
| 98     | Паршин Георгій Михайлович             | росіянин          | Авіація                                   | 19.8.1944 19.4.1945              | командир ескадрильї дев'ятсот сорок третьому штурмового авіаційного полку 277-ї штурмової авіаційної дивізії 13-ї повітряної армії Ленінградського фронту, капітан командир дев'ятсот сорок третього штурмового авіаційного полку 277-ї штурмової авіаційної дивізії 1-ї повітряної армії 3-го Білоруського фронту, майор | 1916–1956   |
| 99     | Петров Василь Степанович              | росіянин          | Артилерія                                 | 24.12.1943 27.6.1945             | заступник командира 1850-го винищувально-протитанкового артилерійського полку 32-ї окремої винищувально-протитанкової артилерійської бригади 40-ї армії Воронезького фронту, капітан командир 248-го гвардійського винищувально-протитанкового артилерійського полку 11-ї гвардійської винищувально-протитанкової артилерійської бригади 52-ї армії 1-го Українського фронту, гвардії майор | 1922 — 2003 |
| 100    | Плієв Ісса Олександрович              | осетин            | Вище командування                         | 16.4.1944 8.9.1945               | командир кінно-механізованої групи 3-го Українського фронту, генерал-лейтенант командир кінно-механізованої групи Забайкальського фронту, генерал-полковник | 1903–1979   |
| 101    | Плотніков Павло Артемович             | росіянин          | Авіація                                   | 19.8.1944 27.6.1945              | заступник командира ескадрильї 82-го гвардійського бомбардувального авіаційного полку 1-ї гвардійської бомбардувальної авіаційної дивізії 2-го гвардійського бомбардувального авіаційного корпусу 5-ї повітряної армії 2-го Українського фронту, гвардії старший лейтенант командир ескадрильї 81-го гвардійського бомбардувального авіаполку 1-ї гвардійської бомбардувальної авіаційної дивізії 6-го гвардійського бомбардувального авіаційного корпусу 2-ї повітряної армії 1-го Українського фронту, гвардії капітан | 1920–2000   |
| 102    | Покришев Петро Опанасович             | українець         | Авіація                                   | 10.2.1943 24.8.1943              | командир ескадрильї 154-го винищувального авіаційного полку 8-ї повітряної армії Ленінградського фронту, капітан командир 159-го винищувального авіаційного полку 275-ї винищувальної авіаційної дивізії 13-ї повітряної армії Ленінградського фронту, майор | 1914–1967   |
| 103    | Полбін Іван Семенович                 | росіянин          | Авіація · Вище командування               | 23.11.1942 6.4.1945 (посмертно)  | командир 150-го швидкісного бомбардувального авіаційного полку Сталінградського фронту, підполковник командир 6-го гвардійського бомбардувального авіаційного корпусу 2-ї повітряної армії 1-го Українського фронту, гвардії генерал-майор | 1905–1945   |
| 104    | Попков Віталій Іванович               | росіянин          | Авіація                                   | 8.9.1943 27.6.1945               | командир ланки 5-го гвардійського винищувального авіаційного полку 207-ї винищувальної авіаційної дивізії 3-го змішаного авіаційного корпусу 17-ї повітряної армії Південно-Західного фронту, гвардії молодший лейтенант командир ескадрильї 5-го гвардійського винищувального авіаційного полку 11-ї гвардійської винищувальної авіаційної дивізії 2-го гвардійського штурмового авіаційного корпусу 2-ї повітряної армії 1-го Українського фронту, гвардії капітан                                                     | 1922–2010   |
| 105    | Попов Леонід Іванович                 | українець         | космонавт                                 | 11.10.1980 22.5.1981             | командир екіпажу космічного корабля «Союз-35» і орбітального науково-дослідного комплексу «Салют-6»—"Союз-35"—"Союз-37", льотчик-космонавт СРСР № 46, підполковник командир екіпажу космічного корабля «Союз-40» і орбітального науково-дослідного комплексу «Салют-6»—"Союз Т-4"—"Союз-40", полковник | 1945 р.н.   |
| 106    | Попович Павло Романович               | українець         | космонавт                                 | 18.8.1962 20.7.1974              | пілот космічного корабля «Восток-4», льотчик-космонавт СРСР № 4 і 6-й космонавт світу, підполковник командир космічного корабля «Союз-14» і та орбітальній станції «Салют-3», полковник | 1930–2009   |
| 107    | Прохоров Олексій Миколайович          | росіянин          | Авіація                                   | 19.4.1945 29.6.1945              | командир ланки 15-го гвардійського штурмового авіаційного полку 277-ї штурмової авіаційної дивізії 1-ї повітряної армії 3-го Білоруського фронту, гвардії капітан (на час другого нагородження вже на посаді командира ескадрильї того ж полку) | 1923–2002   |
| 108    | Раков Василь Іванович                 | росіянин          | Морська авіація                           | 7.2.1940 22.7.1944               | командир ескадрильї 57-го бомбардувального авіаційного полку Військово-повітряних сил Балтійського флоту, майор командир 12-го гвардійського пікіруючого бомбардувального авіаційного полку 8-й мінно-торпедної авіаційної дивізії Військово-повітряних сил Балтійського флоту, гвардії підполковник | 1909–1996   |
| 109    | Речкалов Григорій Андрійович          | росіянин          | Авіація                                   | 24.5.1943 1.7.1944               | командир ланки 16-го гвардійського винищувального авіаційного полку 216-ї змішаної авіаційної дивізії 4-ї повітряної армії Північно-Кавказького фронту, гвардії старший лейтенант заступник командира 16-го гвардійського винищувального авіаційного полку 9-ї гвардійської винищувальної авіаційної дивізії 7-го винищувального авіаційного корпусу 5-ї повітряної армії 2-го Українського фронту, гвардії капітан | 1920–1990   |
| 110    | Родимцев Олександр Ілліч              | росіянин          | Піхота й мотострільці · Вище командування | 22.10.1937 2.6.1945              | військовий радник у військах іспанських республіканців під час Громадянської війни в іспанії, майор командир 32-го гвардійського стрілецького корпусу 5-ї гвардійської армії 1-го Українського фронту, гвардії генерал-лейтенант | 1905–1977   |
| 111    | Рокоссовський Костянтин Костянтинович | поляк             | Вище командування                         | 29.7.1944 1.6.1945               | командувач 1-м Білоруським фронтом, Маршал Радянського Союзу командувач 2-м Білоруським фронтом, Маршал Радянського Союзу | 1896–1968   |
| 112    | Романенко Юрій Вікторович             | росіянин          | космонавт                                 | 16.3.1978 26.9.1980              | командир космічного корабля «Союз-26» і орбітального науково-дослідного комплексу «Салют-6»—"Союз-27"—"Союз-28"—"Союз-26", 42-й космонавт СРСР і 85-й космонавт світу, підполковник командир космічного корабля «Союз-38» і орбітального науково-дослідного комплексу «Союз-37»—"Салют-6"—"Союз-38", полковник | 1944 р.н.   |
| 113    | Рукавишніков Микола Миколайович       | росіянин          | космонавт                                 | 30.4.1971 11.12.1974             | інженер-випробувач космічного корабля «Союз-10» та орбітальній станції «Салют», льотчик-космонавт СРСР № 23 бортінженер космічного корабля «Союз-16» | 1932–2002   |
| 114    | Рибалко Павло Семенович               | українець         | Вище командування                         | 17.11.1943 6.4.1945              | командувач 3-ї гвардійської танкової армії 1-го Українського фронту, генерал-лейтенант (на час другого нагородження генерал-полковник) | 1894–1948   |
| 115    | Рюмін Валерій Вікторович              | росіянин          | космонавт                                 | 19.8.1979 11.10.1980             | бортінженер космічного корабля «Союз-32» і орбітального науково-дослідного комплексу «Салют-6»—"Союз", льотчик-космонавт СРСР № 41 бортінженер космічного корабля «Союз-35» і орбітального науково-дослідного комплексу «Салют-6»—"Союз" | 1939–2022   |
| 116    | Рязанов Олексій Костянтинович         | росіянин          | Авіація                                   | 24.8.1943 18.8.1945              | командир ескадрильї 4-го винищувального авіаційного полку 287-ї винищувальної авіаційної дивізії 4-ї повітряної армії Північно-Кавказького фронту, майор заступник командира 4-го винищувального авіаційного полку 185-ї винищувальної авіаційної дивізії 14-го винищувального авіаційного корпусу 15-ї повітряної армії 2-го Прибалтійського фронту, майор | 1920–1992   |
| 117    | Рязанов Василь Георгійович            | росіянин          | Вище командування                         | 22.2.1944 2.6.1945               | командир 1-го штурмового авіаційного корпусу 5-ї повітряної армії Степового фронту, генерал-лейтенант командир 1-го гвардійського штурмового авіаційного корпусу 2-ї повітряної армії 1-го Українського фронту, гвардії генерал-лейтенант | 1901–1951   |
| 118    | Савіних Віктор Петрович               | росіянин          | космонавт                                 | 26.5.1981 20.12.1985             | бортінженер космічного корабля «Союз Т-4» та орбітальній станції «Салют-6», льотчик-космонавт СРСР № 50 і 100-й космонавт світу бортінженер космічного корабля «Союз Т-13» та орбітальній станції «Салют-7» | 1940 р.н    |
| 119    | Савицька Світлана Євгенівна           | росіянка          | космонавт                                 | 27.8.1982 29.7.1984              | космонавт-дослідник космічного корабля «Союз Т-7» та орбітальній станції «Салют-7», 53-й космонавт СРСР і 111-й космонавт світу бортінженер космічного корабля «Союз Т-12» та орбітальній станції «Салют-7» | 1948 р.н    |
| 120    | Савицький Євген Якович                | росіянин          | Вище командування                         | 11.5.1944 2.6.1945               | командир 3-го винищувального авіаційного корпусу 8-ї повітряної армії 4-го Українського фронту, генерал-майор авіації командир 3-го винищувального авіаційного корпусу 16-ї повітряної армії 1-го Білоруського фронту, генерал-лейтенант авіації | 1910–1990   |
| 121    | Сафонов Борис Феоктистович            | росіянин          | Морська авіація                           | 16.9.1941 14.6.1942 (посмертно)  | командир ескадрильї 72-го змішананного авіаційного полку Військово-повітряних сил Північного флоту, капітан командир 2-го гвардійського змішаного авіаційного полку Військово-повітряних сил Північного флоту, гвардії підполковник | 1915–1942   |
| 122    | Севастьянов Віталій Іванович          | росіянин          | космонавт                                 | 3.7.1970 27.7.1975               | бортінженер космічного корабля «Союз-9», 22-й космонавт СРСР і 47-й космонавт світу бортінженер космічного корабля «Союз-18» та орбітальній станції «Салют-4» | 1935–2010   |
| 123    | Семейко Микола Іларіонович            | українець         | Авіація                                   | 19.4.1945 29.6.1945 (посмертно)  | штурман ескадрильї 75-го гвардійського штурмового авіаційного полку 1-ї гвардійської штурмової авіаційної дивізії 1-ї повітряної армії 3-го Білоруського фронту, гвардії капітан | 1923–1945   |
| 124    | Сенько Василь Васильович              | українець         | Авіація                                   | 25.3.1943 29.6.1945              | штурман екіпажу 752-го авіаційного полку 24-ї авіаційної дивізії авіації далекої дії, молодший лейтенант штурман ланки 10-го гвардійського авіаційного полку 3-ї гвардійської авіаційної дивізії 3-го гвардійського авіаційного корпусу 18-ї повітряної армії, гвардії капітан | 1921–1984   |
| 125    | Сивков Григорій Флегонтович           | росіянин          | Авіація                                   | 4.2.1944 18.8.1945               | командир ескадрильї 210-го штурмового авіаційного полку 230-ї штурмової авіаційної дивізії 4-ї повітряної армії Північно-Кавказького фронту, старший лейтенант штурман 210-го штурмового авіаційного полку 136-ї штурмової авіаційної дивізії 10-го штурмового авіаційного корпусу 17-ї повітряної армії 3-го Українського фронту, капітан | 1921–2009   |
| 126    | Скоморохов Микола Михайлович          | росіянин          | Авіація                                   | 23.2.1945 18.8.1945              | командир ескадрильї 31-го винищувального авіаційного полку 295-ї винищувальної авіаційної дивізії 9-го змішаного авіаційного корпусу 17-ї повітряної армії 3-го Українського фронту, капітан | 1920–1994   |
| 127    | Слюсаренко Захар Карпович             | українець         | Бронетанкові війська                      | 23.9.1944 31.5.1945              | командир 56-ї гвардійської танкової бригади 7-го гвардійського танкового корпусу 3-ї гвардійської танкової армії 1-го Українського фронту, гвардії полковник | 1907–1987   |
| 128    | Смирнов Олексій Семенович             | карел             | Авіація                                   | 28.9.1943 23.2.1945              | заступник командира ескадрильї 28-го гвардійського винищувального авіаційного полку 5-ї гвардійської винищувальної авіаційної дивізії 6-ї повітряної армії Північно-Західного фронту, гвардії капітан командир ескадрильї 28-го гвардійського винищувального авіаційного полку 5-ї гвардійської винищувальної авіаційної дивізії 11-го винищувального авіаційного корпусу 3-ї повітряної армії 1-го Прибалтійського фронту, гвардії майор                                                                                | 1917–1987   |
| 129    | Смушкевич Яків Володимирович          | єврей             | Авіація                                   | 21.6.1937 17.11.1939             | старший військовий радник з авіації Іспанської республіканської армії під час громадянської війни в Іспанії, комбриг командир авіаційної групи 1-й армійської групи, комкор | 1902–1941   |
| 130    | Соловйов Володимир Олексійович        | росіянин          | космонавт                                 | 2.10.1984 16.7.1986              | бортінженер космічного корабля «Союз Т-10» та орбітальній станції «Салют-7», льотчик-космонавт СРСР № 56 бортінженер космічного корабля «Союз Т-15» і орбітальних станцій «Салют-7» і «Мир» | 1946 р.н.   |
| 131    | Степаненко Іван Ничипорович           | українець         | Авіація                                   | 13.4.1944 18.8.1945              | заступник командира ескадрильї 4-го винищувального авіаційного полку 11-го змішаного авіаційного корпусу 15-ї повітряної армії Брянського фронту, старший лейтенант командир ескадрильї 4-го винищувального авіаційного полку 185-ї винищувальної авіаційної дивізії 14-го винищувального авіаційного корпусу 15-ї повітряної армії 2-го Прибалтійського фронту, майор | 1920–2007   |
| 132    | Степаніщев Михайло Тихонович          | росіянин          | Авіація                                   | 26.10.1944 29.6.1945             | штурман 76-го гвардійського штурмового авіаційного полку 1-ї гвардійської штурмової авіаційної дивізії 8-ї повітряної армії 4-го Українського фронту, гвардії капітан заступник командира 76-го гвардійського штурмового авіаційного полку 1-ї гвардійської штурмової авіаційної дивізії 1-ї повітряної армії 3-го Білоруського фронту, гвардії майор | 1917—1946   |
| 133    | Степанян Нельсон Георгійович          | вірменин          | Морська авіація                           | 23.10.1942 6.3.1945 (посмертно)  | командир ланки 57-го штурмового авіаційного полку 8-й бомбардувальної авіаційної бригади Військово-повітряних сил Балтійського флоту, молодший лейтенант командир 47-го штурмового авіаційного полку 11-ї штурмової авіаційної дивізії Військово-повітряних сил Балтійського флоту, підполковник | 1913–1944   |
| 134    | Столяров Микола Георгійович           | росіянин          | Авіація                                   | 1.7.1944 27.6.1945               | командир ланки 667-го штурмового авіаційного полку 292-ї штурмової авіаційної дивізії 1-го штурмового авіаційного корпусу 5-ї повітряної армії 2-го Українського фронту, лейтенант штурман 141-го гвардійського штурмового авіаційного полку 3-ї гвардійської штурмової авіаційної дивізії 1-го гвардійського штурмового авіаційного корпусу 2-ї повітряної армії 1-го Українського фронту, гвардії капітан | 1922–1993   |
| 135    | Стрекалов Геннадій Михайлович         | росіянин          | космонавт                                 | 10.12.1980 11.4.1984             | інженер-дослідник космічного корабля «Союз Т-3» та орбітальній станції «Салют-6», 49-й льотчик-космонавт СРСР і 99-й космонавт світу бортінженер космічного корабля «Союз Т-11» і орбітального науково-дослідного комплексу «Салют-7»—"Союз Т-10" | 1940–2004   |
| 136    | Супрун Степан Павлович                | українець         | Авіація                                   | 20.5.1940 22.7.1941 (посмертно)  | командир групи винищувачів у Китаї де допомагав боровся з японськими інтервентами, майор командир 401-го винищувального авіаційного полку 23-ї змішаної авіаційної дивізії Західного фронту, підполковник | 1907–1941   |
| 137    | Таран Павло Андрійович                | українець         | Авіація                                   | 20.6.1942 13.3.1944              | командир ланки 81-го дальньобомбардувалдьної авіаційного полку 50-ї дальньобомбардувальної авіаційної дивізії дальньобомбардувальної авіації, старший лейтенант командир ескадрильї 5-го гвардійського авіаційного полку 50-ї авіаційної дивізії 6-го авіаційного корпусу авіації дальньої дії, гвардії майор | 1916–2005   |
| 138    | Тимошенко Семен Костянтинович         | українець         | Вище командування                         | 21.3.1940 18.2.1965              | командуючий Північно-Західним фронтом під час радянсько-фінської війни, Командарм першого рангу в групі генеральних інспекторів Міністерства оборони СРСР, Маршал Радянського Союзу | 1895 — 1970 |
| 139    | Федоров Олексій Федорович             | українець         | партизан                                  | 18.5.1942 4.1.1944               | командир Чернігівсько-Волинського партизанського з'єднання, 1-й секретар Чернігівського і Волинського підпільних обкомів партії, полковий комісар (з 1943 року генерал-майор) | 1901–1989   |
| 140    | Федоров Євген Петрович                | росіянин          | Авіація                                   | 7.4.1940 29.6.1945               | командир ескадрильї 6-го дальнебомбардировочной авіаційного полку 27-ї дальнебомбардировочной авіаційної дивізії 7-ї армії Північно-Західного фронту, капітан заступник командира 2-ї гвардійської авіаційної дивізії 2-го гвардійського авіаційного корпусу авіації дальньої дії, гвардії підполковник | 1911–1993   |
| 141    | Фесін Іван Іванович                   | росіянин          | Піхота й мотострільці                     | 1.3.1943 1.11.1943               | командир 13-й мотострілецької бригади 3-ї танкової армії Воронезького фронту, полковник командир 236-ї стрілецької дивізії 46-ї армії Степового фронту, полковник | 1904–1991   |
| 142    | Філіпченко Анатолій Васильович        | українець         | космонавт                                 | 22.10.1969 11.12.1974            | командир космічного корабля «Союз-7», льотчик-космонавт СРСР № 19, полковник командир космічного корабля «Союз-16», полковник | 1928–2022   |
| 143    | Фомічов Михайло Георгійович           | росіянин          | Бронетанкові війська                      | 23.9.1944 31.5.1945              | командир 63-й гвардійської танкової бригади 10-го гвардійського танкового корпусу 4-ї гвардійської танкової армії 1-го Українського фронту, гвардії полковник | 1911 — 1987 |
| 144    | Хохряков Семен Васильович             | росіянин          | Бронетанкові війська                      | 24.5.1944 10.4.1945              | командир танкового батальйону 54-ї гвардійської танкової бригади 7-го гвардійського танкового корпусу 3-ї гвардійської танкової армії 1-го Українського фронту, гвардії майор | 1915–1945   |
| 145    | Хрюкін Тимофій Тимофійович            | росіянин          | Авіація · Вище командування               | 22.2.1939 19.4.1945              | командир авіаційної групи у Китаї де допомагав боровся з японськими інтервентами, полковник командувач 1-й повітряною армією 3-го Білоруського фронту, генерал-полковник авіації | 1910–1953   |
| 146    | Челноков Микола Васильович            | росіянин          | Морська авіація                           | 14.6.1942 19.8.1944              | командир ескадрильї 57-го штурмового авіаційного полку 8-й бомбардувальної авіаційної бригади Військово-повітряних сил Балтійського флоту, капітан, капітан командир 8-го гвардійського штурмового авіаційного полку 11-ї штурмової авіаційної дивізії Військово-повітряних сил Балтійського флоту, гвардії підполковник | 1906–1974   |
| 147    | Черняховський Іван Данилович          | українець         | Вище командування                         | 17.10.1943 29.7.1944             | командувач 60-ю армією Воронезького фронту, генерал-лейтенант командувач військами 3-го Білоруського фронту, генерал армії | 1907–1945   |
| 148    | Чуйков Василь Іванович                | росіянин          | Вище командування                         | 19.3.1944 6.4.1945               | командувач 62-ю армією 3-го Українського фронту, генерал-полковник командувач 8-ї гвардійської армії 1-го Білоруського фронту, гвардії генерал-полковник | 1900–1982   |
| 149    | Шабалін Олександр Осипович            | росіянин          | ВМФ СРСР                                  | 22.2.1944 5.11.1944              | командир торпедного катера 1-го окремого дивізіону торпедних катерів Охорони водного району Головної бази Північного флоту, капітан-лейтенант командир загону катерів 1-го дивізіону торпедних катерів бригади торпедних катерів Північного флоту, капітан-лейтенант | 1914–1982   |
| 150    | Шаталов Володимир Олександрович       | росіянин          | космонавт                                 | 22.1.1969 22.10.1969             | командир космічного корабля «Союз-4», льотчик-космонавт СРСР № 13 і 34-й космонавт світу, полковник командир космічного корабля «Союз-8», полковник | 1927–2021   |
| 151    | Шилін Афанасій Петрович               | росіянин          | Артилерія                                 | 22.2.1944 24.3.1945              | командир взводу управління 132-го гвардійського артилерійського полку 60-ї гвардійської стрілецької дивізії 12-ї армії 3-го Українського фронту, гвардії лейтенант начальник розвідки дивізіону 132-го гвардійського артилерійського полку 60-ї гвардійської стрілецької дивізії 5-ї ударної армії 1-го Білоруського фронту, гвардії старший лейтенант | 1924–1982   |
| 152    | Шурухін Павло Іванович                | росіянин          | Піхота й мотострільці                     | 23.10.1943 24.5.1945             | командир 132-го гвардійського стрілецького полку 42-ї гвардійської стрілецької дивізії 40-ї армії Воронезького фронту, гвардії майор (на час другого нагородження гвардіїпідполковник) | 1912–1956   |
| 153    | Шутов Степан Федорович                | білорус           | Бронетанкові війська                      | 10.1.1944 13.9.1944              | командир 20-ї гвардійської танкової бригади 5-го гвардійського танкового корпусу 38-ї армії 1-го Українського фронту, гвардії полковник командир 20-ї гвардійської танкової бригади 5-го гвардійського танкового корпусу 6-ї танкової армії 2-го Українського фронту, гвардії полковник | 1902–1963   |
| 154    | Якубовський Іван Гнатович             | білорус           | Бронетанкові війська                      | 10.1.1944 23.9.1944              | командир окремої 91-ї окремої танкової бригади 3-ї гвардійської танкової армії 1-го Українського фронту, гвардії полковник заступник командира 6-го гвардійського танкового корпусу 1-го Українського фронту, гвардії полковник | 1912–1976   |